# إقليم عدن
إقليم عدن وهو أحد أقاليم اليمن الستة التي من المتوقع تفعيلها في الدستور القادم، ليكون منطقة حكم ذاتي فيدرالي في جنوب اليمن. ويضم إقليم عدن أربع «ولايات» يمنية وهي عدن وأبين ولحج والضالع وعاصمته عدن.

## المناخ
متوسط درجات الحرارة بحسب ولايات الإقليم حيث تكاد تكون معظم درجات الحرارة لمعظم ولايات أقليم عدن متساوية ومتقاربة.
| البيانات المناخية لـولاية عدن                      | البيانات المناخية لـولاية عدن | البيانات المناخية لـولاية عدن | البيانات المناخية لـولاية عدن | البيانات المناخية لـولاية عدن | البيانات المناخية لـولاية عدن | البيانات المناخية لـولاية عدن | البيانات المناخية لـولاية عدن | البيانات المناخية لـولاية عدن | البيانات المناخية لـولاية عدن | البيانات المناخية لـولاية عدن | البيانات المناخية لـولاية عدن | البيانات المناخية لـولاية عدن | البيانات المناخية لـولاية عدن |
| الشهر                                              | يناير                         | فبراير                        | مارس                          | أبريل                         | مايو                          | يونيو                         | يوليو                         | أغسطس                         | سبتمبر                        | أكتوبر                        | نوفمبر                        | ديسمبر                        | المعدل السنوي                 |
| -------------------------------------------------- | ----------------------------- | ----------------------------- | ----------------------------- | ----------------------------- | ----------------------------- | ----------------------------- | ----------------------------- | ----------------------------- | ----------------------------- | ----------------------------- | ----------------------------- | ----------------------------- | ----------------------------- |
| متوسط درجة الحرارة الكبرى °م (°ف)                  | 29.0 (84.2)                   | 29.0 (84.2)                   | 31.0 (87.8)                   | 33.0 (91.4)                   | 38.0 (100.4)                  | 38.0 (100.4)                  | 40.0 (104.0)                  | 36.0 (96.8)                   | 37.0 (98.6)                   | 35.0 (95.0)                   | 32.0 (89.6)                   | 30.0 (86.0)                   | 34.0 (93.2)                   |
| متوسط درجة الحرارة الصغرى °م (°ف)                  | 22.0 (71.6)                   | 20.0 (68.0)                   | 19.0 (66.2)                   | 23.0 (73.4)                   | 26.0 (78.8)                   | 28.0 (82.4)                   | 25.0 (77.0)                   | 25.0 (77.0)                   | 27.0 (80.6)                   | 23.0 (73.4)                   | 22.0 (71.6)                   | 21.0 (69.8)                   | 23.4 (74.2)                   |
| المصدر: أرشيف الأحوال الجوية في مطار عدن ولاية عدن |                               |                               |                               |                               |                               |                               |                               |                               |                               |                               |                               |                               |                               |

| البيانات المناخية لـولاية لحج                        | البيانات المناخية لـولاية لحج | البيانات المناخية لـولاية لحج | البيانات المناخية لـولاية لحج | البيانات المناخية لـولاية لحج | البيانات المناخية لـولاية لحج | البيانات المناخية لـولاية لحج | البيانات المناخية لـولاية لحج | البيانات المناخية لـولاية لحج | البيانات المناخية لـولاية لحج | البيانات المناخية لـولاية لحج | البيانات المناخية لـولاية لحج | البيانات المناخية لـولاية لحج | البيانات المناخية لـولاية لحج |
| الشهر                                                | يناير                         | فبراير                        | مارس                          | أبريل                         | مايو                          | يونيو                         | يوليو                         | أغسطس                         | سبتمبر                        | أكتوبر                        | نوفمبر                        | ديسمبر                        | المعدل السنوي                 |
| ---------------------------------------------------- | ----------------------------- | ----------------------------- | ----------------------------- | ----------------------------- | ----------------------------- | ----------------------------- | ----------------------------- | ----------------------------- | ----------------------------- | ----------------------------- | ----------------------------- | ----------------------------- | ----------------------------- |
| متوسط درجة الحرارة الكبرى °م (°ف)                    | 29.0 (84.2)                   | 29.0 (84.2)                   | 31.0 (87.8)                   | 33.0 (91.4)                   | 38.0 (100.4)                  | 38.0 (100.4)                  | 40.0 (104.0)                  | 36.0 (96.8)                   | 37.0 (98.6)                   | 35.0 (95.0)                   | 32.0 (89.6)                   | 30.0 (86.0)                   | 34.0 (93.2)                   |
| متوسط درجة الحرارة الصغرى °م (°ف)                    | 22.0 (71.6)                   | 20.0 (68.0)                   | 19.0 (66.2)                   | 23.0 (73.4)                   | 26.0 (78.8)                   | 28.0 (82.4)                   | 25.0 (77.0)                   | 25.0 (77.0)                   | 27.0 (80.6)                   | 23.0 (73.4)                   | 22.0 (71.6)                   | 21.0 (69.8)                   | 23.4 (74.2)                   |
| المصدر: أرشيف الأحوال الجوية في مطار (عدن) ولاية لحج |                               |                               |                               |                               |                               |                               |                               |                               |                               |                               |                               |                               |                               |

| البيانات المناخية لـولايةالضالع                         | البيانات المناخية لـولايةالضالع | البيانات المناخية لـولايةالضالع | البيانات المناخية لـولايةالضالع | البيانات المناخية لـولايةالضالع | البيانات المناخية لـولايةالضالع | البيانات المناخية لـولايةالضالع | البيانات المناخية لـولايةالضالع | البيانات المناخية لـولايةالضالع | البيانات المناخية لـولايةالضالع | البيانات المناخية لـولايةالضالع | البيانات المناخية لـولايةالضالع | البيانات المناخية لـولايةالضالع | البيانات المناخية لـولايةالضالع |
| الشهر                                                   | يناير                           | فبراير                          | مارس                            | أبريل                           | مايو                            | يونيو                           | يوليو                           | أغسطس                           | سبتمبر                          | أكتوبر                          | نوفمبر                          | ديسمبر                          | المعدل السنوي                   |
| ------------------------------------------------------- | ------------------------------- | ------------------------------- | ------------------------------- | ------------------------------- | ------------------------------- | ------------------------------- | ------------------------------- | ------------------------------- | ------------------------------- | ------------------------------- | ------------------------------- | ------------------------------- | ------------------------------- |
| متوسط درجة الحرارة الكبرى °م (°ف)                       | 29.0 (84.2)                     | 29.0 (84.2)                     | 30.0 (86.0)                     | 32.0 (89.6)                     | 33.0 (91.4)                     | 33.0 (91.4)                     | 33.0 (91.4)                     | 33.0 (91.4)                     | 32.0 (89.6)                     | 30.0 (86.0)                     | 28.0 (82.4)                     | 27.0 (80.6)                     | 30.8 (87.3)                     |
| متوسط درجة الحرارة الصغرى °م (°ف)                       | 11.0 (51.8)                     | 10.0 (50.0)                     | 12.0 (53.6)                     | 15.0 (59.0)                     | 16.0 (60.8)                     | 17.0 (62.6)                     | 13.0 (55.4)                     | 17.0 (62.6)                     | 16.0 (60.8)                     | 12.0 (53.6)                     | 9.0 (48.2)                      | 9.0 (48.2)                      | 13.1 (55.6)                     |
| المصدر: أرشيف الأحوال الجوية في مطار ( تعز )ولايةالضالع |                                 |                                 |                                 |                                 |                                 |                                 |                                 |                                 |                                 |                                 |                                 |                                 |                                 |

| البيانات المناخية لـولايةأبين                       | البيانات المناخية لـولايةأبين | البيانات المناخية لـولايةأبين | البيانات المناخية لـولايةأبين | البيانات المناخية لـولايةأبين | البيانات المناخية لـولايةأبين | البيانات المناخية لـولايةأبين | البيانات المناخية لـولايةأبين | البيانات المناخية لـولايةأبين | البيانات المناخية لـولايةأبين | البيانات المناخية لـولايةأبين | البيانات المناخية لـولايةأبين | البيانات المناخية لـولايةأبين | البيانات المناخية لـولايةأبين |
| الشهر                                               | يناير                         | فبراير                        | مارس                          | أبريل                         | مايو                          | يونيو                         | يوليو                         | أغسطس                         | سبتمبر                        | أكتوبر                        | نوفمبر                        | ديسمبر                        | المعدل السنوي                 |
| --------------------------------------------------- | ----------------------------- | ----------------------------- | ----------------------------- | ----------------------------- | ----------------------------- | ----------------------------- | ----------------------------- | ----------------------------- | ----------------------------- | ----------------------------- | ----------------------------- | ----------------------------- | ----------------------------- |
| متوسط درجة الحرارة الكبرى °م (°ف)                   | 29.0 (84.2)                   | 29.0 (84.2)                   | 31.0 (87.8)                   | 33.0 (91.4)                   | 38.0 (100.4)                  | 38.0 (100.4)                  | 40.0 (104.0)                  | 36.0 (96.8)                   | 37.0 (98.6)                   | 35.0 (95.0)                   | 32.0 (89.6)                   | 30.0 (86.0)                   | 34.0 (93.2)                   |
| متوسط درجة الحرارة الصغرى °م (°ف)                   | 22.0 (71.6)                   | 20.0 (68.0)                   | 19.0 (66.2)                   | 23.0 (73.4)                   | 26.0 (78.8)                   | 28.0 (82.4)                   | 25.0 (77.0)                   | 25.0 (77.0)                   | 27.0 (80.6)                   | 23.0 (73.4)                   | 22.0 (71.6)                   | 21.0 (69.8)                   | 23.4 (74.2)                   |
| المصدر: أرشيف الأحوال الجوية في مطار (عدن)ولايةأبين |                               |                               |                               |                               |                               |                               |                               |                               |                               |                               |                               |                               |                               |

## التقسيم الإداري
| م        | الولاية       | المساحة كم2 | السكان    |
| -------- | ------------- | ----------- | --------- |
| 1        | محافظة عدن    | 750         | 589,419   |
| 2        | محافظة أبين   | 16,943      | 433٬819   |
| 3        | محافظة لحج    | 12,648      | 865,791   |
| 4        | محافظة الضالع | 4,099       | 470٬564   |
| الإجمالي | الإجمالي      | 34,440      | 2٬670٬564 |